# Mozilla Public License
Die Mozilla Public License (MPL) ist eine Open-Source-Lizenz der Mozilla Foundation. Ihr Haupteinsatzfeld ist die Lizenzierung des Mozilla-Webbrowsers und zugehöriger Software. Sie wurde inzwischen durch andere für deren Software adaptiert, so z. B. von Sun Microsystems als Common Development and Distribution License für OpenSolaris.

## Lizenzbedingungen
Die Mozilla Public License gilt als „sehr schwache Copyleft“-Lizenz und wird manchmal als Kompromiss zwischen der GNU General Public License (GPL) und der BSD-Lizenz angesehen, auch wenn die MPL Restriktionen hat, die über die beiden Lizenzen hinausgehen. Grundsätzlich müssen geänderte oder kopierte Quelltextdateien weiterhin unter der MPL bleiben, dürfen jedoch zusammen mit proprietärem Code für ein Programm verwendet werden. Somit kann eine proprietäre Version von unter der MPL stehenden Open-Source-Programmen veröffentlicht werden – beispielsweise der Netscape Navigator ab der Version 6, der eine proprietäre Version von der entsprechenden Mozilla Suite bzw. von Mozilla Firefox ist. Ein starkes Copyleft wie die GPL hat die MPL nicht.

## Geschichte
Die Mozilla Public License wurde ursprünglich von dem Unternehmen Netscape 1998 für die Codefreigabe des damals geplanten Netscape Communicator 5 entwickelt. Version 1.0 wurde von Mitchell Baker entworfen, während sie als Anwältin für Netscape arbeitete.
Dann übernahm die Mozilla Foundation die Weiterentwicklung und veröffentlichte kurze Zeit später die Version 1.1.
Am 3. Januar 2012 wurde die Version 2.0 veröffentlicht.

## Die MPL im Vergleich zur GNU (L)GPL
Neben vielen – teilweise bedeutenden – kleineren Unterschieden unterscheiden sich die LGPL und die MPL darin, was eine proprietäre oder anderweitig inkompatible Lizenz haben darf. Bei der LGPL muss der LGPL-Code auch weiterhin selbständig abgeschlossen „funktionsfähig“ bzw. kompilierbar sein. Bei der MPL ist nur entscheidend, ob die Quelldateien einzeln entweder unter der MPL stehen oder auch nicht. Dies ist eine sehr schwache Bedingung, da sie lediglich erfordert, MPL-lizenzierte Programm-Teile in eigene Quelltext-Dateien zu schreiben. MPL-lizenzierter Code kann so stark in proprietären Code integriert sein, dass dieser kaum noch davon zu trennen ist.
Da die MPL zur (L)GPL nach Meinung der Free Software Foundation (FSF) inkompatibel ist, stellt Mozilla seine Programme ebenfalls unter der GNU Lesser General Public License und der GPL bereit. Auch andere folgten diesem Beispiel, beispielsweise AOL, das den AOLserver zusätzlich unter der GPL veröffentlicht.

## MPL und Debian
Die MPL ist DFSG-kompatibel. Da die MPL 1.x vorschreibt, dass der Quellcode sechs Monate nach der Verbreitung zur Verfügung stehen muss, wurde dies allerdings innerhalb des Debian-Projektes heftig diskutiert. Diese Funktion wird jedoch durch snapshot.debian.org gewährleistet, daher stellt dies kein Problem dar.
Früher waren die Logos von Mozilla unfrei, sodass die von Debian vertriebenen Versionen eigene Namen und Logos enthielten. 2016 wurden die Bitmaps unter die MPL 2 und die Vektordateien unter die CC BY 3.0 gestellt. Daher wurden die Produkte wieder mit den Namen und Logos von Mozilla vertrieben.